# Manuela Larrea de Perales
Manuela Larrea de Perales (Madrid, 1827-París, 14 d'octubre de 1858) va ser una cantant i professora de cant espanyola.
Nascuda a Madrid el 1827. Cantant mezzosoprano i professora a la seva escola de cant. Va rebre el títol d'addicta facultativa del Conservatori Superior de Música de Madrid, en el moment de la serva constitució, el 1831. Va assolir molta fama i estimació tant a Madrid com a París, ciutat on va morir el 14 d'octubre de 1858.